# Чарівний острів
Чарівний острів (англ. Magic Island) — американський фільм 1995 року.

## Сюжет
Джек Карлайл — 13-річний підліток, що розчарувався в житті. Його мати постійно працює з тих пір, як їх покинув батько. Він вважає, що мати не любить його і збирається втекти з будинку. Але його няня переконує прочитати чарівну книгу. Ця книга розповідає про пригоди піратів на Чарівному острові. Коли Джек починає читати, реальність і події, що відбуваються в книзі, починають перемішуватися і Джек сам потрапляє на Чарівний острів.

## У ролях
| Актор            | Роль               |
| ---------------- | ------------------ |
| Закарі Ті Брайан | Джек Карлайл       |
| Ендрю Дівофф     | Чорна Борода       |
| Едвард Керр      | Принц Морган       |
| Лі Армстронг     | Гвін               |
| Френч Стюарт     | Супперштейн        |
| Джессі-Енн Френд | Лілі               |
| Оскар Діллон     | Дюма               |
| Абрахам Бенрубі  | Дакбон             |
| Шон О'Кейн       | Веселий Боб        |
| Шає Гаррісон     | місіс Карлайл      |
| Джанет Дюбуа     | Лукреція           |
| Террі Свіні      | смішний, голос     |
| Мартін Бесвік    | леді, голос        |
| Айзек Хейз       | божевільний, голос |
| Сем Ірвін        | Карбассас          |